# Olmito
Olmito és una concentració de població designada pel cens dels Estats Units a l'estat de Texas. Segons el cens del 2000 tenia 1.198 habitants.

## Demografia
Segons el cens del 2000, Olmito tenia 1.198 habitants, 303 habitatges, i 270 famílies. La densitat de població era de 690,4 habitants/km².
Dels 303 habitatges en un 56,8% hi vivien nens de menys de 18 anys, en un 68,3% hi vivien parelles casades, en un 18,2% dones solteres, i en un 10,6% no eren unitats familiars. En el 9,9% dels habitatges hi vivien persones soles el 5,3% de les quals corresponia a persones de 65 anys o més que vivien soles. El nombre mitjà de persones vivint en cada habitatge era de 3,95 i el nombre mitjà de persones que vivien en cada família era de 4,22.
Per edats la població es repartia de la següent manera: un 38,1% tenia menys de 18 anys, un 12,9% entre 18 i 24, un 23,5% entre 25 i 44, un 17,7% de 45 a 60 i un 7,8% 65 anys o més.
L'edat mediana era de 24 anys. Per cada 100 dones de 18 o més anys hi havia 85,7 homes.
La renda mediana per habitatge era de 13.333 $ i la renda mediana per família de 15.000 $. Els homes tenien una renda mediana de 13.125 $ mentre que les dones 12.279 $. La renda per capita de la població era de 5.170 $. Aproximadament el 47,6% de les famílies i el 55,9% de la població estaven per davall del llindar de pobresa.

## Poblacions properes
El següent diagrama mostra les poblacions més properes.